# 活着
《活着》是一部中國小說，作者余华，于1993年出版。

## 相关
作者想表达的思想是“当你感受到活着就是活着，非常简单，当你拿起矿泉水喝的时候，你就是感受到活着，当你说话的时候你也是感受到你活着……活着的意义就是活着……”（2004年接受卓越网采访时所言）
他“写人对苦难的承受能力，对世界乐观的态度。写作过程让我明白，人是为了活着本身而活着的，而不是为了活着之外的任何事物所活着”（1993年出版自序）“《活着》讲述了一个人和他的命运的友情……还讲述了一个人如何去承受巨大的苦难，就像中国一句成语：千钧一发。让一根头发去承受三万斤的重量，但是它没有断。”（1996年再版序）

## 主要人物
徐福贵：徐福贵生来是个阔家子弟，花花公子。嗜好赌博和逛妓院。福贵因赌博输光了家产，自己的父亲从粪缸上摔下，活活气死。后来福贵被抓壮丁，母亲也在过度劳累和贫困交加中死去。在经历了国共内战、人民公社，三反五反，大躍進，文化大革命和改革开放后，福贵的家人，一个接一个死亡：媳妇家珍因过度劳累得软骨病去世，儿子有庆由于强制给春生县长的老婆抽血而被医生活活抽死，女儿凤霞因为主治医生被批斗难产而死，女婿二喜被水泥板夹死，孙子苦根吃东西撑死。家中最后只有福贵一个人和一个叫福贵的老黄牛相依为命。
人物原型
余华本人说过，《活着》主人公富贵的原型就是自己的爷爷。
徐凤霞：徐凤霞是福贵的大女儿，在福贵被抓去当壮丁时，生了一场大病变成了聋哑人。后来，福贵为了能够供有庆读书，将她送给了别人，之后，凤霞又自己跑回家了，福贵不舍得将她送走，于是她就留在了家里。经历了年少的磨难之后，凤霞嫁给了二喜，过了好日子。最后死在了产床上。

## 评价

### 美国
《西雅图时报》：能塑造一个既能反映一代人、又代表一个民族的灵魂的人物，堪称是一个罕见的文学成就。作家余华在20世纪90年代的小说《活着》和《许三观卖血记》中也许做出了两次这样的成就。余华没有煽情。每一个沉重的悲剧都是痛苦的。每个人都感受到孩子死去的麻木力量。偶尔有轻松地、优美的、善良的时刻……《活着》是一次残忍的阅读。余华不遗余力地展示误导的命运如何摧毁人的生活。
《明星论坛报》：余华这部划时代的家族悲剧《活着》，你只要读到一半，就已经确信它是不朽之作了。换而言之，《活着》是一部经典。主人公福贵和他的家庭与西方读者似乎相隔千里，又仿佛近似邻里，最后甚至成了一家人。
《时代周刊》：中国过去六十年所发生的一切灾难，都一一发生在福贵和他的家庭身上。接踵而至的打击或许令读者无从同情，但余华至真至诚的笔墨，已经将福贵塑造成一个存在的英雄。当这部沉重的小说结尾时，活着的意志，是福贵身上唯一不能被剥夺走的东西。
《华盛顿邮报》：《活着》是不失朴素粗粝的史诗，斗争和生存的故事，给人留下了不可磨灭的残忍与善良的形象，在余华的笔下，人物在动物本能和人性之间苦苦挣扎。余华加诸于叙述的那种冷酷的意志，使得小说超出了常规。
《明星论坛报》：余华的风格简洁而有力，直达人心。小说的结尾令人难忘，唯一活着的老人福贵给他的老牛也取名叫福贵。叙述看着老人和牛在暮色苍茫中慢慢消失，留下他独自一人。《活着》以简单的美丽和朴素的力量，同样召唤着读者。
《合众国际社》：小说在历史动荡的背景上以貌似冷漠的语调，织就了一幅人性的挂毯。其冷静的风格使得读者与富贵同甘共苦，当好运垂临他时，我们会欣然微笑，当他遭受厄运打击时，我们会黯然落泪。悲剧都是接踵而至，令人无法喘息。一位作家甚至称《活着》是中国的《約伯記》。
《亚洲书评》：《活着》是一个简单的故事，叙述也朴素。余华的力量就在于他的人物塑造和描写方式：要让读者自己去窥视那些生活与他们如此不同的人物的心灵，这并不是很容易的事情。即使是小角色和风景描写，也是寥寥数语就勾勒出来了。

### 法国
《快报》：老农民福贵遇到一位游客，并由此回想了自己的過去……这对那永恒的中国时代老百姓生活的成功描写正是得益于中国新浪潮最有才华的作家之一余华。
《世界报》：人们还记得余华的小说尖锐、有思想，如《活着》或《许三观卖血记》。他擅长于描写进退两难的心理，把主人公置于历史的风口浪尖，他是位有抱负的作家，喜爱驳斥和间接描写。他既有海明威又有司汤达的风格。
《文学杂志》：余华因为《活着》而家喻户晓。人民评价他细致又不失幽默，他在另一种生活中从事牙医的职业。
《义务报》：作为医生，余华放弃了牙医的电钻而投身于写作中，因为一系列翻译而闻名于外，其中《活着》这部新现实主义小说……余华在创新上给予了我们后奥运中国的希望。我们的中国片有重复对我们说，这个四十八岁的同志没有展现中国最美好的一面。对极了！但是这也是文学从“无产阶级专政”中解放出来的时候了。

### 卢森堡
《卢森堡日报》：余华是当代中国文学的重要作家之一。我们从法译本《世事如烟》、《古典爱情》、《在细雨中呼喊》，特别是1994年在法国出版的《活着》认识了余华。《活着》讲述了一个男人的人生。他跨越了中国从国民党到毛泽东的时期。这是余华第一次这部小说来讲述这个人在一个很长时期内的命运。

### 西班牙
《埃菲社》：余华在《活着》中描绘了来自中国南方的贫苦村庄的农民为了生存的斗争。这部跨时代的作品写了中国这个以水稻为基础的农业文明的亚洲巨人的故事……余华的小说被翻译成二十多种语言，并被认为是现代中国的经典之作。
《阿贝赛报》：余华在《活着》中描绘了二十世纪中国的全貌……它以福贵的口吻讲述了二十世纪中的中国史……成为了当代中国文学的典范。

## 改编作品
1994年，小说《活着》曾被改編成同名電影。由张艺谋导演，葛优、巩俐主演。此片未在中国大陆公映，在2020年前有網路平台可供付費觀看，2020年後被禁至今。
2004年，小说被改编成33集电视连续剧，在剧情上改动较多，剧名改为《福贵》。在2005年通过中國国家广电总局的审查并上映。
2012年，小说被改编为舞台剧。由孟京辉导演。